# Jens Keller
Jens Keller (ur. 24 listopada 1970 w Stuttgarcie) – niemiecki piłkarz, a obecnie trener piłkarski. Prowadził drużynę 1. FC Union Berlin.

## Życiorys
13 października 2010 roku został trenerem VfB Stuttgart. Po dwóch miesiącach został zwolniony.
16 grudnia 2012 roku został trenerem FC Schalke 04.